# Chino (Californië)
Chino is een plaats (city) in de Amerikaanse staat Californië, en valt bestuurlijk gezien onder San Bernardino County.

## Demografie
Bij de volkstelling in 2000 werd het aantal inwoners vastgesteld op 67.168.
In 2006 is het aantal inwoners door het United States Census Bureau geschat op 79.289, een stijging van 12121 (18,0%).

## Geografie
Volgens het United States Census Bureau beslaat de plaats een oppervlakte van
54,5 km², geheel bestaande uit land.

## Plaatsen in de nabije omgeving
De onderstaande figuur toont nabijgelegen plaatsen in een straal van 16 km rond Chino.

## Geboren
- Robert Burks (1909-1968), cameraman
- Sam Maloof (1916-2009), meubelontwerper
- Kevin Stott (1967), voetbalscheidsrechter
- Shelly Martinez (1980), model en worstelaar
- Cameron Dallas (1994), internetpersoonlijkheid